# 本作長義
本作長義（ほんさく ながよし / ちょうぎ）は、南北朝時代に作られたとされる日本刀（打刀）である。日本の重要文化財に指定されており、愛知県名古屋市の徳川美術館が所蔵している。

## 概要
南北朝時代の備前長船派の刀工である長義（「ちょうぎ」または「ながよし」）の代表作であり、大久保氏の六股長義と並び同刀工の傑作として知られる。
長義本人の手による銘は磨上により残っておらず、62文字からなる長文の切付銘は1590年（天正18年）に堀川国広により刻まれた。重要文化財としての指定名称は「
刀銘本作長義天正十八年庚
寅五月三日ニ九州日向住国広
銘打長尾新五郎平朝臣顕長所持云々」である。

## 来歴
作刀されてから小田原北条家へ伝来するまでの来歴は不明。

### 小田原北条家から長尾顕長へ
本作は北条氏直から長尾顕長へ、臣従儀礼の一環として贈られたものである。顕長率いる長尾家は領地周辺を治める戦国武将の動向に合わせて臣従する主君を度々変えており、「屋形様」とされる氏直率いる小田原北条家とも敵対と臣従を繰り返していた。
1584年（天正12年）に勃発した小牧・長久手の戦いでは、豊臣秀吉側についた長尾家ら国人衆と徳川家康側についた小田原北条家との間で8月末に講和が成立していた（沼尻の合戦#経過）。しかし小田原北条家は講和後も国人衆への攻撃を停止せず、同年末には長尾家は館林領を失ったことで翌年初頭には小田原北条家に降伏・臣従することを余儀なくされた。
戦国時代の臣従儀礼として、臣従する国人当主は主君の許へ自ら赴かないと臣従の保証がされず、一方で臣従を受け入れる主君も完全臣従させたことを世間にアピールするためそれ相応の待遇で迎える必要があった。本作もその一環として贈られたものであり、長尾家と小田原北条家との関係が日本刀の銘文で裏付けされた極めて珍しいものである。
本作は長義自身によって切られた銘が磨り上げによって残っておらず、堀川国広によって茎（なかご、柄に収まる手に持つ部分）に計62字にわたる銘が切られており、刀剣の銘として異例の長文かつ説明的な銘文となっている。その内容から、本作は1586年（天正14年）7月21日に長尾顕長が小田原城へ参上した際に北条氏直から下賜されたものであり、4年後の1590年（天正18年）5月3日に伝来を記録する追刻銘が堀川国広によって彫られたことが判る。1590年（天正18年）は豊臣秀吉による小田原攻めが行われた年であり、敗戦を察した顕長が国広に命じて刀の由緒について銘を切らせたともいわれる。磨り上げと切付銘について、1960年刊行の『黎明会名刀図録』では「本作長義を振るって最期を飾ろうという顕長の悲壮な決意の表れ」だとしたが、2020年に徳川美術館学芸員の原が「主従関係を結ぶ際に下賜される刀剣は家の立場を象徴する威信財として扱われるため、実戦で使用されることはまずない」と異論を唱えている。銘入れの場所については小田原城説と、足利学校説がある。なお、銘文の原文・現代語訳は以下の通りである。

### 刀工堀川国広へ与えた影響
顕長が伝来を記録する追刻銘のみを依頼したのか、磨上（すりあげ、元来長寸の太刀を短く切り詰めて仕立て直すこと）も含めて工作を依頼したのかは判明していない。しかし堀川国広が本作を研究する機会は十分にあったようであり、追刻銘に先立って1590年（天正18年）2月に国広作の写し（山姥切国広）が作られている。本作長義（本歌）と山姥切国広（写し）は峰の形状と樋先の位置関係などは正確ではあるものの反りを含めた全体の姿形と茎仕立てはあまり似ていないが、本作をねらったことが明らかな相似形と両方の銘にある「天正十八年」「顕長」から両者が本歌と写しの関係にあることは大前提で語られており、現代の復元模造に対する意識と当時の刀工が持つ写しに対する意識が異なることが表れている。堀川国広の「慶長打（堀川打）」と呼ばれる相州伝に学んだ後期の作風は、本作を写したことが契機になったとみる説もある。

### 尾張徳川家所有以降
長尾家没落以降の伝来は不詳であるが、1681年（延宝9年）6月に尾張藩3代藩主である徳川綱誠が購入し、以後は尾張徳川家に伝来している。本作の白鞘の鞘書には「仁壱ノ七拾九 備前国長義御刀 磨上無銘長弐尺三寸六分 延宝三乙折紙 代金拾五枚」とあり、1677年に刀の鑑定を行う本阿弥家12代当主である本阿弥光常によって金15枚と極められた折紙が附属している。鞘書きの「仁」は尾張徳川で門外不出の刀剣であることを示す蔵帳（刀剣管理台帳）の分類であるが、「仁」の分類に格上げとなったのは1872年（明治5年）のことであり、それまでは「禮」の当主差料としての扱いであった。しかし拵えが制作されていないことから、尾張徳川家所有になったあと実際に佩刀された可能性は低い。
明治維新後も尾張徳川家に伝来し、1939年9月6日に重要美術品、1949年（昭和24年）2月18日に尾張徳川黎明会の所有名義で旧国宝(重要文化財)に指定された。なお本作の写しの一つである山姥切国広も1962年（昭和37年）6月21日に重要文化財に指定されており、2020年（令和2年）現在、刀剣において本歌と写しが共に重要文化財である唯一の事例となっている。

## 年表
- 南北朝時代（十四世紀） - 備前長船長義（作刀期間：1352-1380）[31]により打たれる[注釈 6]。
- 時期不明年　後北条氏に伝来。
- 1586年（天正14年）7月21日 - 北条氏直から長尾顕長へ下賜[9]。
- 1590年（天正18年）2月 - 堀川国広が写し（山姥切国広）を打つ[20]。
- 1590年（天正18年）5月3日 - 堀川国広が本作長義に切付銘を入れる[9]。
- 1590年（天正18年）7月 - 後北条氏滅亡により長尾顕長浪人、それに伴い本作長義は所在不明となる。
- 1681年（延宝9）6月 - 尾張徳川家第三代藩主徳川綱誠が本阿弥家の仲介により購入[注釈 7]。

以降は尾張徳川家（1931年からは尾張徳川黎明会（現・徳川黎明会））に伝来。
- 1745年（延享2年） - 尾張徳川家の蔵帳（刀剣管理台帳）で「れノ十」[26]（れ：購入したもの[27]）に分類。
- 1824年（文政7年） - 「禮一ノ六」[26]（禮：当主差料　一：太刀・打刀[27]）に分類。
- 1872年（明治5年） - 「仁一ノ七十九」[26]（仁：門外不出の刀剣　一：太刀・打刀[27]）に格上げ。
- 1939年（昭和14年）9月6日 - 重要美術品指定[34]。
- 1949年（昭和24年）2月18日 - 重要文化財(旧国宝)指定[19][35]。

## 作品説明
※ 刀剣専門用語の意味については、説明文の後に別途用語解説を付した。

### 刀工長義とその作風
長義は長船派の長光・景光・兼光と続く主流派とは別系統の刀工であり、従来の備前風の作風を基本に相州風の作風も加味した、いわゆる相伝備前（そうでんびぜん、相州伝備前とも）を生み出した刀工とされている。本作長義も「備前の小板目に杢まじりの鍛えに、相州風に地刃が沸付き、大模様に乱れた刃文を表すなど、相州伝備前の典型」であり、身幅が広く切っ先が大きい豪壮な姿に南北朝時代の特徴がよく現れていると、「天下人の城」〜徳川美術館応援団〜では解説されている。

- 「板目」とは、地鉄（刀身の焼きの入っていない部分）の折り返し鍛錬（日本刀#質の高い鋼の作成）により現れた鍛え肌と呼ばれる肌合いや模様の分類の一種で、木材の板目のように見える模様のこと。小板目はその模様が細かく入り組んでいる[36]。
- 「杢（もく）」とは、年輪のような模様のこと[36]。
- 「匂（におい）」「沸（にえ）」とは、刃文と地鉄の境目にある鋼の粒子のこと[37]。「沸」は粒子が肉眼で捉えられる大きさであり、「匂」は粒子が肉眼では確認できない霞のような小ささ。「沸」と「匂」の違いは見え方だけである（化学的組成の差ではない）[37]。
- 「乱刃（みだれば）」とは、曲線で構成された刃文の総称[38]。

### 姿総観（刀身）
全長87.9センチメートル（刃長71.2センチメートル＋茎長16.7センチメートル）、重量は877グラム。大磨り上げでもなお2.4センチメートルある高い反り、長さ7.2センチメートルの豪壮な大切先。根本近くの元幅は3.4センチメートルで横手（切っ先の境目の線）の線で測った先幅は3.0センチメートルと身幅が広い。
造込（刀剣の形状）は鎬造りで、棟（刀身の背の部分、峰や背とも）の形状は三角形のように尖っている庵棟。表裏に棒樋をかき通し、樋先は上がる。
徳川美術館では刀剣の研ぎを行っていないため、江戸時代の研ぎの重厚な輝きが保たれている。

- 「大磨上（おおすりあげ）」とは、刀身の全長を短くするため、茎を銘の部分まで削り落として無銘とすること[42]。
- 「大切っ先」とは大鋒ともいい、通常よりも長めの切っ先のことで[43]、南北朝時代の大太刀によく見られる[44]。
- 「鎬造り（しのぎづくり）」とは、刀身の中程に鎬筋を作り、横手筋を付けて峰部分を形成した、日本刀の典型的姿ともいえる形[45]。日本刀#鋼の組合せにある画像を参照のこと。
- 「樋」（ひ）とは、刀身に沿って彫られた溝で、棒樋とはそれが一本で幅が太目のもの。重量の軽減と、刃筋方向に加わる力を吸収して曲がりにくくすることが目的[36]。
- 「かき通す」とは、樋を茎の底まで彫っていること[46]。
- 「樋先は上がる」とは、樋が横手の先の切っ先に近い部分まで彫られていること[46]。

### 地鉄・刃文
地鉄は小板目に杢交じり、総体的に地沸がよくついて地中の働きは活発である。
刃文の焼出しは刃区焼込み。焼きの谷がリズミカルに力強く並ぶ大互の目乱れに小乱れが交じる。乱頭丸く、刃縁はこまかに沸えて匂い足まじり、金筋など刃中の働きも活発である。
帽子（切先部分の刃文）は大互の目乱れが激しく乱れ込み、切先で尖り心に長く返る。分類は乱込だが総体的には備前物に多く見られる一枚帽子にも近く、欠損を防ぐための工夫が取られている。

- 「地沸」（じにえ）とは、焼き入れによって地鉄に生まれる、銀砂子を蒔いたように光る微粒子のこと[47]。
- 「地中の働き」とは、後述の匂や沸により地鉄に様々な模様があること[48]。
- 「焼出し」とは、焼刃（刃の部分を物理的に硬くするために刀身を熱して急冷する焼き入れという作業で、物理的な意味での刃文[38]）が始まる場所付近の刃文の状態[49]。
- 「刃区焼込み」とは「はまちやきこみ」と読み、茎と上身の境（くっきりと段が付けられているところ[50]）のうち刃側の部分である刃区（はまち）、そこにも刃文が焼き込んであるもの[49]。
- 「互の目」とは、乱刃の一種で、丸みを帯びた焼山が連続して上下に振幅するもの。山と谷が交互にくることが名の由来で、谷には刃先へ向かって足が入ることが多い[42][51]。「大互の目」はその模様が大きいもの[51]。
- 「谷」とは、刃先に一番近い低くなった部分[51]。
- 「小乱れ」とは、一見直調だが拡大すると微細に入り組んだ乱刃になっていること[42]。
- 「頭」とは、棟（刀身の背の部分）に一番近い焼きの頂上部分[51]。
- 「刃縁」とは、地鉄と刃の境目のことで、匂い口ともいう[52]。
- 「足」とは、互の目の谷の沸や匂が、刃縁から刃先に向かって垂直に伸びる模様[52]。
- 「金筋」とは、刃文の中で、鍛え目に沿って線状に黒く光る文様のうち、太いもの[49]。相州伝の魅力の一つ[48]。
- 「乱れ込み」とは、帽子部分へ横手から刃文が乱刃のまま進入すること[42]。
- 「一枚帽子」とは、切っ先のなか全てが焼き入れにより熱硬化処理のなされた焼き刃であること[42]。

### 茎
大磨上により長義本来の銘は無く、現存の切付銘については来歴を参照のこと。鑢目は勝手下りで、茎尻は底が真っ直ぐ一直線になっている先一文字切、茎の背の部分は平。目釘孔は三つで、第二目釘孔は銘にかかっていることから堀川国広が銘を切った後のものである。

- 「鑢目（やすりめ）」とは、柄から茎が脱落しないように施されたやすり[47]。
- 「勝手下り」とは、鑢目がやや右下がりにかけられたもの[47]。
- 「切（一文字切）」とは、刀身の末端部分が横方向に真っ直ぐ切り揃えられた形状のことで、磨り上げたものに多い[42]。

### 附属品
「備前國長義　正真　長サ弐尺参寸六分　表裏樋　磨上中心ニ彫付有之　代金子拾五枚　延寶五年巳弥生三日本阿（花押）」と書かれた本阿弥光常による折紙と、金無垢二重鎺が附属している。後者については、尾張徳川家の白鞘にはハバキが不要であり、蔵帳に拵えが作られた形跡もないことから、尾張徳川家が購入した時点での白鞘に附属していたハバキだと考えられている。

## 山姥切の名前
本作は山姥切長義と呼ばれることもあり、「山姥切」の逸話については本作長義（本歌）と山姥切国広（写し）それぞれに説がある。
長義を山姥切とする説は佐藤寒山の著作が初出で、佐藤は1962年（昭和37年）に刊行された『堀川国広とその弟子』にて「この刀（山姥切国広）は古来山姥切と号しているが、号のいわれは明らかではない。（中略）一説に山姥切の号は、元来この長義の刀に付けられた号で、信州戸隠山中で山姥なる化物を退治たためという。その写しであるから山姥切国広と呼びならしたという」と述べており、山姥切＝本作長義の可能性を指摘する一方で断定は避けている。
1966年（昭和41年）に本間順治・佐藤両氏監修にて刊行された『日本刀大鑑 新刀篇』では、山姥切国広の解説をした沼田鎌次が「山姥切の号は、元来この長義の刀に付けられたもので、信州戸隠山中で山姥なる化物を退治したためといい、その写しであるから山姥切国広と呼びならしたという」と書き、佐藤の上記解説文をほぼ踏襲している。
以降の研究書も上記の佐藤・沼田らの記述に対して検証も行わず文章を使いまわしており、昭和時代を代表する刀剣研究家である本間順治・佐藤寒山両氏が編集した研究書に記されていた影響力や、多くの書籍で繰り返し山姥切＝本作長義と断定されていたことから、山姥切の号は本作長義に付されたものだという観念が定着したものと考えられる。
一方で「山姥切」の名前の由来が国広作の写し（山姥切国広）によるものとする根拠として、1920年（大正9年）10月25日に杉原祥造によってとられた押形の周囲にメモ書きされた当時の所有者による来歴の話がある（詳細は山姥切国広#山姥切の名前を参照）。この押形が1928年（昭和3年）に刊行された『新刀名作集』に収録されたことで山姥切国広の逸話は知られるようになった。福永酔剣は1975年（昭和50年）に刊行された『日向の刀と鐔』を始めとする彼の著作にて山姥切の逸話を山姥切国広のものとして紹介しているが、刀剣界においては上記の通り本来「山姥切」の号は本作長義のものだというのが定説だった。
ただし本作長義を山姥切とする史料的根拠が2020年時点では発見されていないために本作長義を所蔵している徳川美術館が「山姥切長義」と称したことは一度もなく、2020年6月には「本作長義に山姥切の号が付いていたとは考えられない」とする論文を公開している。